# Ruellia amabilis
Ruellia amabilis är en akantusväxtart som beskrevs av Spencer Le Marchant Moore. Ruellia amabilis ingår i släktet Ruellia och familjen akantusväxter. Inga underarter finns listade i Catalogue of Life.